# Leonardo Fornaroli
Leonardo Fornaroli (* 3. prosince 2004 Piacenza) je italský závodní jezdec, který v současnosti závodí ve Formuli 2 za tým Invicta Racing. Zároveň je šampionem Formule 3 z roku 2024.
Ve Formuli 2 jezdí v roce 2025 svoji první sezónu. V letech 2023 a 2024 závodil ve Formuli 3 a právě v roce 2024 se stal prvním jezdcem v historii tohoto šampionátu, který získal titul, aniž by vyhrál jediný závod. V roce 2022 skončil osmý v Evropském Šampionátu Formule Regional. V roce 2021 se umístil pátý v Italské Formuli 4 a třetí ve Formuli 4 CEZ. V roce 2020 absolvoval sezónu v Italské Formuli 4. Mezi lety 2014 a 2019 závodil na motokárách.
Při nováčkovském testu v Berlíně v červenci roku 2025 debutoval ve voze Formule E. Test absolvoval s týmem Jaguar TCS Racing a v součtu ranní i odpolední části testu se umístil na patnáctém místě.

## Výsledky
| Legenda k tabulce | Legenda k tabulce                                                                       |
| Barva             | Výsledek                                                                                |
| ----------------- | --------------------------------------------------------------------------------------- |
| Zlatá             | Vítěz                                                                                   |
| Stříbrná          | 2. místo                                                                                |
| Bronzová          | 3. místo                                                                                |
| Zelená            | Bodované umístění                                                                       |
| Modrá             | Nebodované umístění                                                                     |
| Modrá             | Dokončil neklasifikován (NC)                                                            |
| Fialová           | Odstoupil (Ret)                                                                         |
| Červená           | Nekvalifikoval se (DNQ)                                                                 |
| Červená           | Nepředkvalifikoval se (DNPQ)                                                            |
| Černá             | Diskvalifikován (DSQ)                                                                   |
| Bílá              | Nestartoval (DNS)                                                                       |
| Bílá              | Závod zrušen (C)                                                                        |
| Světle modrá      | Pouze trénoval (PO)                                                                     |
| Světle modrá      | Páteční testovací jezdec (TD)                                                           |
| Bez barvy         | Netrénoval (DNP)                                                                        |
| Bez barvy         | Vyřazen (EX)                                                                            |
| Bez barvy         | Nepřijel (DNA)                                                                          |
| Bez barvy         | Odvolal účast (WD)                                                                      |
| Bez barvy         | Nezúčastnil se (prázdné)                                                                |
| Označení          | Význam                                                                                  |
| Tučnost           | Pole position                                                                           |
| Kurzíva           | Nejrychlejší kolo                                                                       |
| †                 | Jezdec nedojel do cíle, ale byl klasifikován, protože odjel více než 90 % délky závodu. |
| ‡                 | Byl udělován poloviční počet bodů, protože bylo odjeto méně než 75 % délky závodu.      |
| Horní index       | Umístění bodujících jezdců ve sprintu                                                   |

### Kompletní výsledky ve Formuli 3
| Rok  | Tým     | 1         | 2          | 3         | 4         | 5          | 6          | 7         | 8          | 9          | 10         | 11         | 12        | 13         | 14        | 15        | 16         | 17        | 18         | 19        | 20        | Body | Umístění  |
| ---- | ------- | --------- | ---------- | --------- | --------- | ---------- | ---------- | --------- | ---------- | ---------- | ---------- | ---------- | --------- | ---------- | --------- | --------- | ---------- | --------- | ---------- | --------- | --------- | ---- | --------- |
| 2023 | Trident | BHR SPR 8 | BHR FEA 27 | MEL SPR 7 | MEL FEA 4 | MON SPR 2  | MON FEA 24 | CAT SPR 3 | CAT FEA NC | RBR SPR 15 | RBR FEA 10 | SIL SPR 7  | SIL FEA 2 | HUN SPR 13 | HUN FEA 9 | SPA SPR 9 | SPA FEA 14 | MNZ SPR 8 | MNZ FEA 15 |           |           | 69   | 11. místo |
| 2024 | Trident | BHR SPR 3 | BHR FEA 7  | MEL SPR 9 | MEL FEA 2 | IMO SPR 11 | IMO FEA 3  | MON SPR 9 | MON FEA 5  | CAT SPR 7  | CAT FEA 3  | RBR SPR 12 | RBR FEA 9 | SIL SPR 10 | SIL FEA 7 | HUN SPR 7 | HUN FEA 3  | SPA SPR 9 | SPA FEA 3  | MNZ SPR 8 | MNZ FEA 2 | 153  | 1. místo  |

### Kompletní výsledky ve Formuli 2
| Rok  | Tým              | 1         | 2         | 3         | 4         | 5         | 6         | 7         | 8         | 9         | 10        | 11        | 12          | 13          | 14        | 15        | 16        | 17      | 18      | 19      | 20      | 21      | 22      | 23      | 24      | 25      | 26      | 27         | 28         | Body | Umístění  |
| ---- | ---------------- | --------- | --------- | --------- | --------- | --------- | --------- | --------- | --------- | --------- | --------- | --------- | ----------- | ----------- | --------- | --------- | --------- | ------- | ------- | ------- | ------- | ------- | ------- | ------- | ------- | ------- | ------- | ---------- | ---------- | ---- | --------- |
| 2024 | Rodin Motorsport | BHR SPR   | BHR FEA   | JED SPR   | JED FEA   | MEL SPR   | MEL FEA   | IMO SPR   | IMO FEA   | MON SPR   | MON FEA   | CAT SPR   | CAT FEA     | RBR SPR     | RBR FEA   | SIL SPR   | SIL FEA   | HUN SPR | HUN FEA | SPA SPR | SPA FEA | MNZ SPR | MNZ FEA | BAK SPR | BAK FEA | LSL SPR | LSL FEA | YMC SPR 10 | YMC FEA 13 | 0    | 29. místo |
| 2025 | Invicta Racing   | MEL SPR 2 | MEL FEA C | BHR SPR 8 | BHR FEA 3 | JED SPR 7 | JED FEA 4 | IMO SPR 7 | IMO FEA 5 | MON SPR 7 | MON FEA 2 | CAT SPR 7 | CAT FEA 21† | RBR SPR 16† | RBR FEA 2 | SIL SPR 1 | SIL FEA 6 | SPA SPR | SPA FEA | HUN SPR | HUN FEA | MNZ SPR | MNZ FEA | BAK SPR | BAK FEA | LSL SPR | LSL FEA | YMC SPR    | YMC FEA    | 104* | 4. místo* |

* sezóna v průběhu